# Pseudofolklór
Pseudofolklór, též fakelore, je folklór jež je prohlašován za autentický a tradiční, ve skutečnosti je však vymyšlený, v některých případech i podvrhem. Jeho účelem je často komerční úspěch, včetně podpory turismu, podpora nacionalismu či posílení politické pozice.
Společně s folklorismem je řazen k takzvanému sekundárnímu životu folklóru, jež již nemá s autentickou lidovou kulturou nic společného. Pojem však naráží na problematičnost konceptu autenticity, kdo může být považován za tvůrce folklóru a tenké hranici mezi lidovou a populární kulturou.
Koncept byl vytvořen americkým folkloristou Richardem Dorsonem, jež v roce 1950 použil na stránkách časopisu The American Mercury použil výraz fakelore „falešná tradice“ v souvislosti s postavou Pecos Billa, kovboje a lidového hrdiny amerického folklóru. Ve skutečnosti je však tato postava dílem reportéra Texe O'Reillyho. Termín také použil v souvislosti s postavou další lidového hrdiny – Paula Bunyana, která ač má kořeny v tradičních vyprávěních, byla svými popularizátory zcela proměněna. Po následující dvě desetiletí byl Dorson hlavním bojovníkem proti uměleckým, reklamním a politickým tvůrcům pseudofolklóru.
Mezi další příklady pseudofolklóru náleží například:
- fiktivní pověst o čarodějnici z Blairu, na níž je založen film Záhada Blair Witch
- některé hororové příběhy creepypasta, jež uvedly například fiktivní postavu Slender Mana
- Ossianovy zpěvy, cyklus básní z roku 1760, prohlašovaný za starou gaelskou poesii[5]
- jako pseudofolklór mohou být označeny například i Pohádky bratří Grimmů nebo Kalevala, jež představují autentický folklór, ale zároveň jsou také produktem invence a zásahů svých editorů[3]
- jako druhý život folklóru, folklorismus či fakelore lze označit novodobou podobu příběhů o Hagenovi, tajemné postavy spojené s lomem Amerika.[6]